# Marie-Dominique Mazzarello
Marie-Dominique Mazzarello (Mornese, 9 mai 1837- Nizza Monferrato, 14 mai 1881) est une religieuse italienne, fondatrice avec Don Bosco des Filles de Marie-Auxiliatrice et reconnue sainte par l'Église catholique romaine. Elle est fêtée le 14 mai.

## Vie et œuvre
Marie-Dominique est née en 1837 à Mornese dans le Piémont d'une famille de cultivateurs. Elle ne peut pas recevoir une bien grande instruction, car il n'y a pas d'école dans son village. C'est son père qui lui enseigne les rudiments de lecture et de calcul.
Elle enseigne le catéchisme, donne des soins gratuits aux indigents du village, et rejoint un groupe créé par Angela Maccagno à Mornese, regroupant des jeunes filles souhaitant vivre consacrées dans le monde, au service des autres. Marie-Dominique est du groupe des cinq Filles de l'Immaculée qui se consacrent à Dieu en présence de don Pestarino en 1855.
Le curé, qui fait partie de la congrégation des salésiens lui demande de fonder une école pour les filles selon les idéaux de Jean Bosco. Le petit groupe autour de Marie-Dominique deviendra la congrégation des Filles de Marie-Auxiliatrice.
C'est ainsi qu'en 1870, après une rencontre avec Don Bosco qu'elle choisit comme directeur spirituel, Marie-Dominique prononce ses vœux en 1871. En 1872, Don Bosco fonde la branche des religieuses salésiennes dont Marie-Dominique fut la première supérieure.

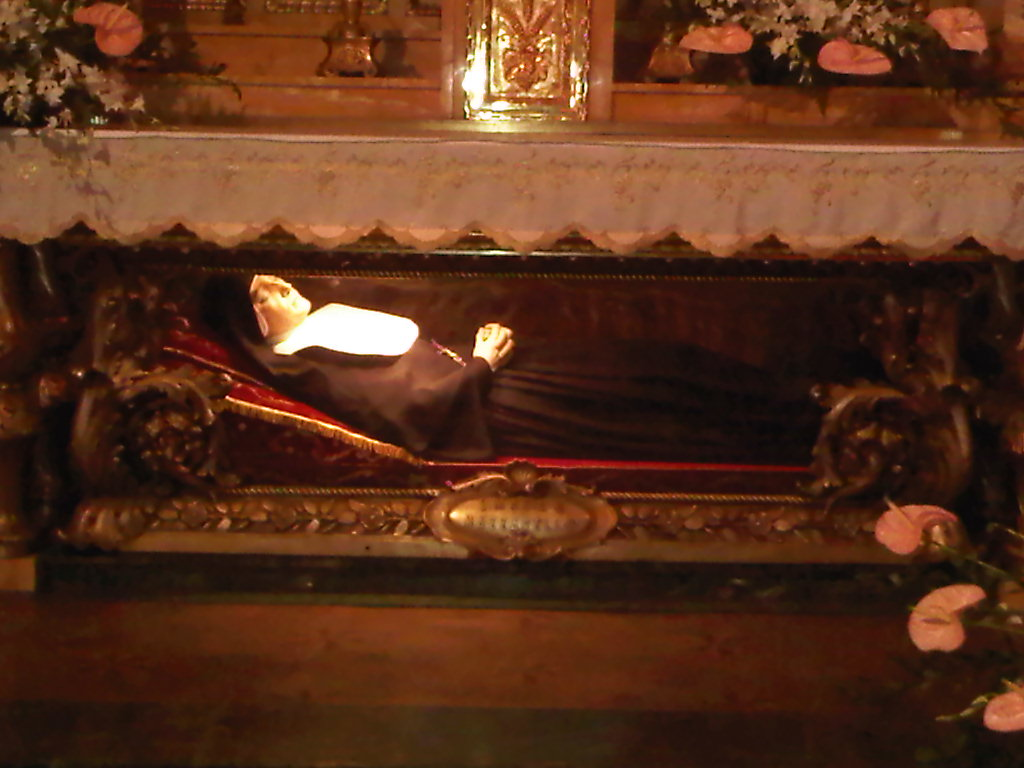
Autel sainte Marie Dominique Mazzarello avec sa châsse, Sanctuaire de Marie Auxiliatrice, Turin.

Elle meurt à quarante-quatre ans alors qu'elle accompagne un groupe de missionnaires qui prennent le bateau à Marseille.
Neuf ans après sa création, l'institut comptait plus de cent religieuses et une cinquantaine de novices, dans vingt-six communautés.

## Béatification - canonisation
- Marie-Dominique Mazzarello est béatifiée en 1938 par le Pape Pie XI.
- Elle est canonisée le 24 juin 1951 par le Pape Pie XII.
- Sa fête est fixée au 14 mai[3].

## Sources bibliographiques
- La Documentation catholique, 1951, col. 833-840.